# Isidor Markovič Annenskij
Isidor Markovič Annenskij (13 marzo 1906 – Mosca, 2 maggio 1977) è stato un regista cinematografico sovietico.

## Filmografia parziale

### Regista
- Medved' (1938)[1]
- Orso (Čelovek v futljare) (1939)
- Pjatyj okean (1940)
- Svad'ba (1944)
- Knjažna Meri (1955)
- Ekaterina Voronina (1957)
- Matros s Komety (1958)
- Bessonnaja noč' (1960)
- Vašingtonskaja istorija (1962)
- Pervyj trollejbus (1963)
- Tat'janin den' (1967)
- Troe (1970)
- Talanty i poklonniki (1973)